# Werner Devos
Pour les articles homonymes, voir Devos.
Werner Devos (né le 11 juin 1957 à Roulers) est un coureur cycliste belge, professionnel de 1980 à 1990.

## Palmarès

### Palmarès amateur
- 1978
  - 2e du Championnat des Flandres amateurs
- 1979
  - 2e du Circuit du Westhoek
  - 3e de la Course des chats
- 1980
  - Champion de Flandre occidentale
  - Tour des Flandres amateurs
  - Trophée Het Volk amateurs

### Palmarès professionnel
- 1981
  - 3e du Circuit du Houtland
- 1982
  - Tour du Limbourg
  - 2e de la Flèche côtière
  - 9e de Paris-Tours
- 1983
  - 6e étape du Tour d'Aragon
  - 2e du Circuit du Houtland
- 1984
  - 3e du Ronde van Midden-Zeeland
- 1985
  - 2e du Omloop van de Westkust
- 1986
  - 3e du Circuit du Houtland
- 1987
  - 3e étape du Tour d'Armorique
  - 1re étape du Tour de Cantabrie
  - 6e étape du Tour du Danemark
  - Grand Prix Raf Jonckheere
  - 3e de Binche-Tournai-Binche
- 1988
  - Circuit Escaut-Durme
  - 2e de la Gullegem Koerse
  - 3e du Circuit du Pays de Waes
  - 3e du Omloop van de Westkust

## Résultats sur les grands tours

### Tour de France
1 participation
- 1982 : 125e et lanterne rouge

### Tour d'Espagne
1 participation
- 1985 : abandon (10e étape)